# Konrad Graf von Preysing

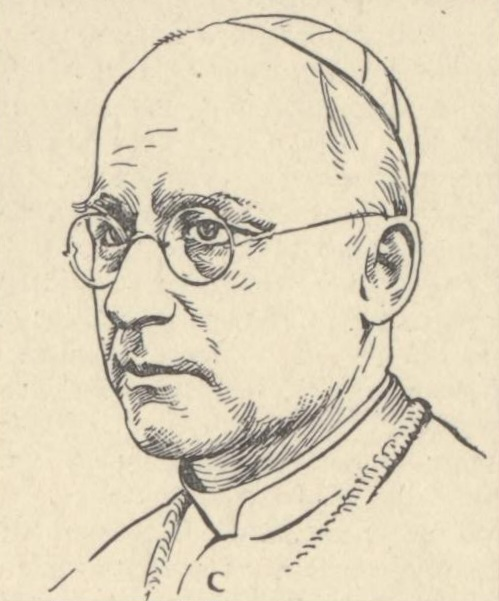
Konrad Graf von Preysing

Wappen von Kardinal Preysing

Johann Konrad Augustin Maria Felix Kardinal Graf von Preysing-Lichtenegg-Moos (kurz: Konrad Kardinal von Preysing) (* 30. August 1880 im Schloss Kronwinkl bei Landshut, Niederbayern; † 21. Dezember 1950 in Berlin) war Bischof von Eichstätt und Berlin.

## Leben
Konrad, aus dem bayerischen Adelsgeschlecht Preysing, war das vierte von elf Kindern des Kaspar Graf von Preysing und seiner Ehefrau Hedwig Maria Ida geb. Gräfin von Walterskirchen. Nach dem Besuch des Gymnasiums in Landshut studierte er Jurisprudenz an den Universitäten München und Würzburg. Nach dem Abschluss 1905 folgte eine kurze Tätigkeit im bayerischen Staatsdienst: 1906 war er Ministerialpraktikant im Bayerischen Staatsministerium des Äußeren, 1907 Attaché bei der bayerischen Gesandtschaft am Quirinal zu Rom.
Ab 1908 studierte von Preysing katholische Theologie in Innsbruck und empfing dort am 26. Juli 1912 das Sakrament der Priesterweihe. 1913 wurde er in Innsbruck zum Doktor der Theologie promoviert. Noch im selben Jahr berief ihn der Münchener Erzbischof Franziskus von Bettinger zu seinem Sekretär. Nach dem Tode Bettingers wurde Konrad von Preysing Stadtpfarrer an St. Paul in München. Anfang 1921 ernannte ihn Michael von Faulhaber zum Domprediger an der Münchner Frauenkirche. In dieser Zeit wurde Preysing Ehrenmitglied des Katholischen Studentenvereins Rheno-Bavaria im KV.
Er lernte den seit 1917 in München, seit 1920 zugleich auch in Berlin akkreditierten Apostolischen Nuntius Eugenio Pacelli kennen, der sich in den 1920er-Jahren wiederholt seiner diskreten Assistenz bediente. Die enge Beziehung zu Pacelli, dem späteren Pius XII., der 1930 das Amt des Kardinalstaatssekretärs übernommen hatte, war wohl nicht ohne Einfluss auf den Entschluss von Pius XI., Preysing am 9. September 1932 zum Bischof von Eichstätt zu ernennen. Die Bischofsweihe spendete ihm der Erzbischof von Bamberg, Johann Jakob von Hauck, am 28. September 1932 in Eichstätt. Mitkonsekratoren waren der Bischof von Würzburg, Matthias Ehrenfried, und der Bischof von Passau, Sigismund Felix von Ow-Felldorf.

## Bischof in Berlin

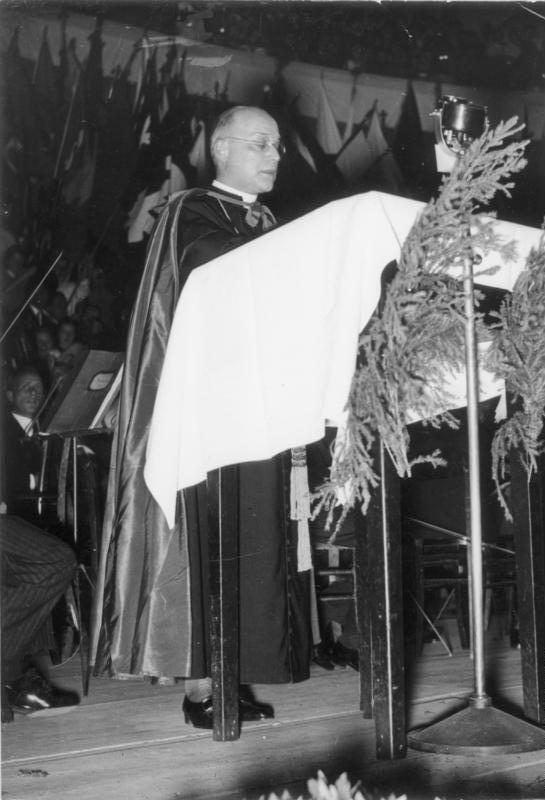
Preysing im Berliner Sportpalast am 8. September 1935

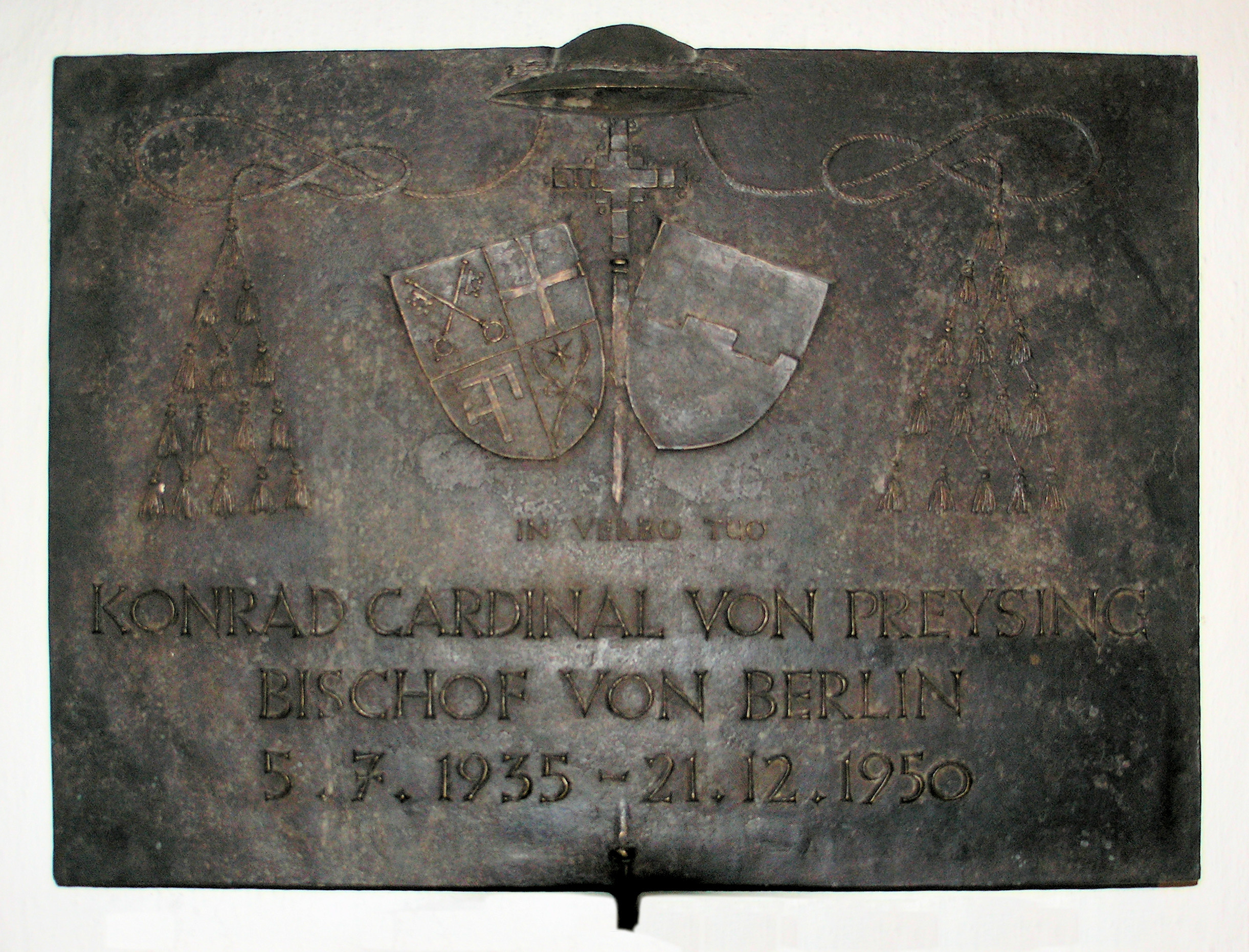
Grabplatte in der Unterkirche der Sankt-Hedwigs-Kathedrale

1935 wurde Preysing durch Wahlentscheid des Berliner Domkapitels zum Bischof von Berlin erhoben (Wahlbestätigung durch den Papst am 5. Juli 1935, Inthronisation am 31. August 1935). Das erst 1930 neu errichtete Bistum war eine Diözese in einem Diaspora-Gebiet. Ein Erfolg seines Einsatzes waren 36 neue Kirchen und zahlreiche neue Seelsorgestellen.
Für den Heiligen Stuhl war Preysing als Diplomat in der deutschen Hauptstadt wichtig. Als Pressereferent der Fuldaer Bischofskonferenz wurde er mit harten Auseinandersetzungen um den Fortbestand der katholischen Presse konfrontiert. Das Scheitern der Verhandlungen für das katholische Verbandswesen (Kirchenpressewesen) 1936 und die von Pius XI. im März 1937 publizierte Enzyklika Mit brennender Sorge waren Wegmarken hin zu einer klaren Abgrenzung vom NS-Staat. Preysing forderte innerkirchlich öffentliche Gegenwehr und das Eintreten für die Menschenrechte.
Nach der Verhaftung des Meißner Bischofs Petrus Legge im Oktober 1935 wurde er am 15. Oktober 1935 zum Apostolischen Administrator des Bistums Meißen. Legge wurden Devisenvergehen vorgeworfen. Preysings Aussage während des Prozesses konnte eine Verurteilung zu einer Geldstrafe wegen fahrlässiger Devisenverschiebung nicht verhindern. Am 15. März 1937 wurde er von diesem Amt entbunden, da der Bischof zurückkehrte.
Im Protest gegen den Vorsitzenden der Bischofskonferenz, Kardinal Adolf Bertram, der im April 1940, ohne von den deutschen Bischöfen dazu autorisiert worden zu sein, aber in deren Namen einen Geburtstagsglückwunsch mit „heißen Gebeten“ an den „hochgebietenden Führer“ absandte, bot Preysing Pius XII. seinen Rücktritt vom Bischofsamt an. Auf Drängen des Papstes blieb er im Amt. In seinen Predigten und Hirtenbriefen war er ein scharfer Gegner des Nationalsozialismus und trat gegen das Unrecht des Zweiten Weltkriegs ein. Preysing ging in seinem Hirtenwort im September 1939 nicht auf den Krieg ein und bezeichnete im Gegensatz zu vielen seiner Amtskollegen die Kriegsteilnahme nie als patriotische Pflicht. 1941 wandte er sich gegen die Morde des Euthanasieprogramms, vergleichbar mit Clemens August Graf von Galen, einem entfernten Cousin, und doch anders in seiner Konsequenz. In einem Hirtenbrief vom 13. Dezember 1942 über die Begriffe „Recht“ und „Gerechtigkeit“ brachte er zum Ausdruck, dass es ein „einziges, außerhalb menschlichen Willens liegendes, von Gott garantiertes Recht“ gebe, „das sich auch gegen das Interesse des einzelnen und der Nation durchsetzen muß“. Mit Aussagen (aus demselben Hirtenbrief) wie

„Der einzelne kann und darf nicht völlig aufgehen im Staate oder im Volke oder in der Rasse. Er, wer immer es sei, hat seine unsterbliche Seele, sein ewiges Schicksal.“

„Aber das eine ist und bleibt sicher, daß keine Gewalt der Erde es unternehmen darf, einen Menschen zu Äußerungen oder Handlungen zu zwingen, die gegen sein Gewissen, die gegen die Wahrheit wären.“

„Wer immer Menschenantlitz trägt, hat Rechte, die ihm keine irdische Gewalt nehmen darf. […] All die Urrechte, die der Mensch hat, das Recht auf Leben, auf Unversehrtheit, auf Freiheit, auf Eigentum, auf eine Ehe, deren Bestand nicht von staatlicher Willkür abhängt, können und dürfen auch dem nicht abgesprochen werden, der nicht unseres Blutes ist oder nicht unsere Sprache spricht.“

setzte er sich von der nationalsozialistischen Ideologie und Praxis ab. In zahlreichen Briefen informierte er den Papst über die Lage in Deutschland.
Aus Anlass der Premiere des „Euthanasie“-Propagandafilms Ich klage an (1941) in Berlin stellte er eine Warnung vor diesem Film zusammen, die er an alle anderen Bischöfe in Deutschland verschickte. Er verurteilte den Film auch öffentlich.
Während des Zweiten Weltkriegs setzte sich Preysing nachdrücklich für die Verfolgten des NS-Regimes, besonders für die Juden und christlichen „Nichtarier“, ein: Unter anderem gründete er bei seinem Berliner Ordinariat ein kirchliches Hilfswerk, vor allem zur Vermittlung von Auswanderungsmöglichkeiten, Versorgung mit Lebensmitteln und Beschaffung von Wohnraum. Als 1941 dessen Leiter, der Berliner Dompropst Bernhard Lichtenberg, verhaftet wurde, übernahm Preysing persönlich die Leitung des Hilfswerks beim Bischöflichen Ordinariat, um nicht weitere Mitarbeiter zu gefährden. Kurz nach der Wannseekonferenz erhielten Preysing und Margarete Sommer Kenntnis vom Inhalt des Konferenzprotokolls. Im August 1942 wurde er, wie auch Otto Dibelius, von Kurt Gerstein über die Morde in Polen in Kenntnis gesetzt, was jedoch folgenlos blieb.
Während der Judendeportationen 1943 appellierte Preysing schließlich an Pius XII., „für die vielen Unglücklich-Unschuldigen einzutreten“.
Preysing hatte Verbindungen zu Helmuth James Graf von Moltke und dem Kreisauer Kreis.
1945 erstreckte sich sein Bistum über die vier Sektoren Berlins und einen Teil der sowjetischen Besatzungszone; sein Amtssitz lag im amerikanischen Sektor in Berlin-Zehlendorf. In dieser Zeit war er eine der wenigen interzonalen Institutionen.
Am 18. Februar 1946 wurde Preysing von Papst Pius XII. als Kardinalpriester mit der Titelkirche Sant’Agata dei Goti in das Kardinalskollegium aufgenommen. 1947 reiste er, Nothilfe erbittend, in die USA. Wie er für die Verfolgten und Geächteten des Nationalsozialismus eingetreten war, so fanden nunmehr die Verfolgten der Roten Armee und der sich etablierenden Sozialistischen Einheitspartei in ihm einen energischen Anwalt. Er verbot Priestern, jegliche politische Stellungnahmen abzugeben, um sie vor Konflikten mit der Militärverwaltung zu schützen.
Die letzten Lebensjahre Preysings waren von Krankheit überschattet. Er starb am 21. Dezember 1950 an den Folgen eines Herzinfarkts. Zunächst wurde er auf dem St.-Hedwigs-Friedhof in Berlin begraben und fand 1969 seine letzte Ruhestätte in der Krypta der dann wieder aufgebauten Sankt-Hedwigs-Kathedrale. Vor der Kapelle des St.-Hedwig-Kirchhofs steht sein Name zusammen mit denen anderer katholischer Würdenträger auf einem Grabstein.

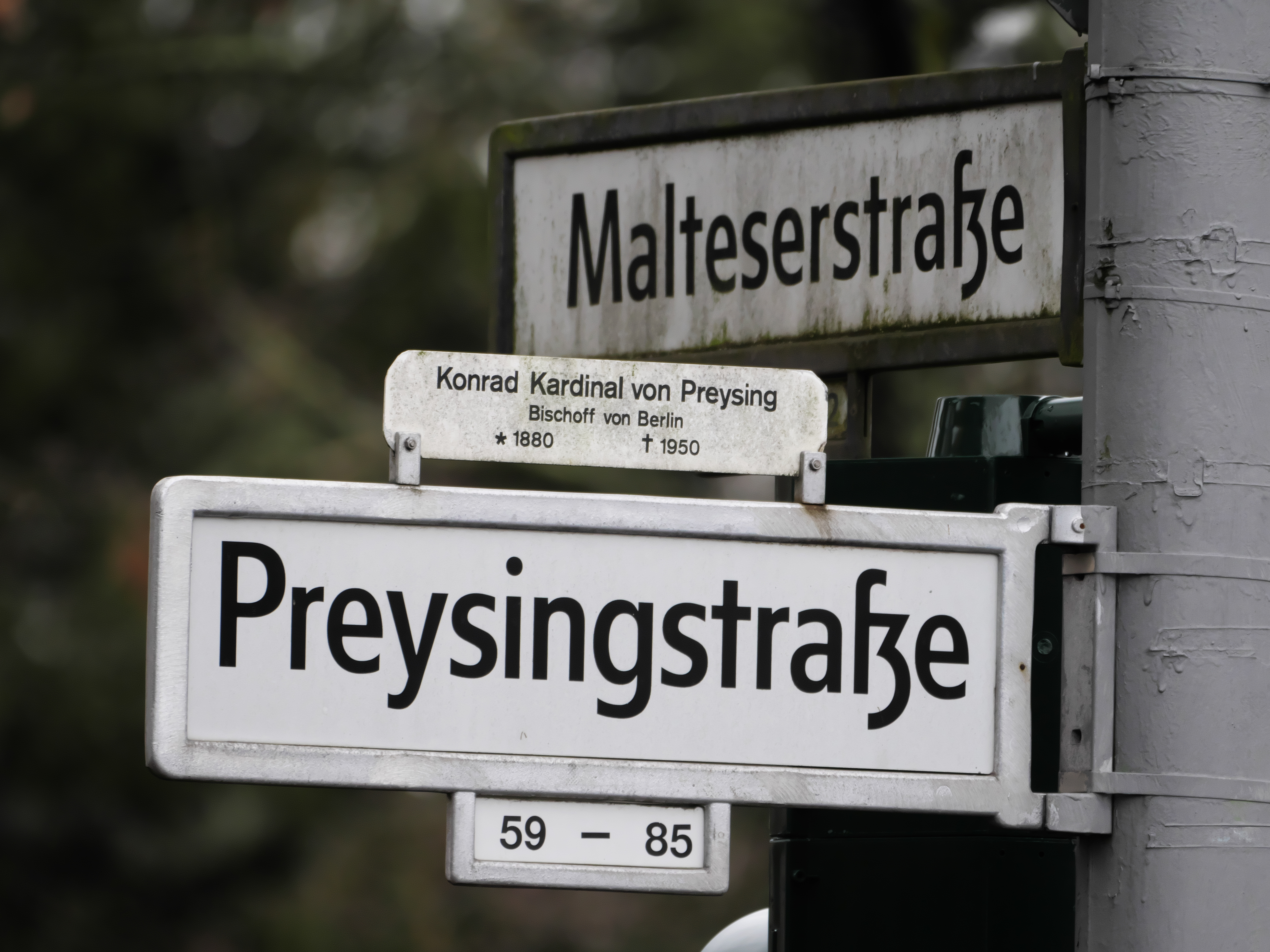
Straßennamenschild an der Preysingstraße Ecke Malteserstraße in Berlin-Lankwitz

Von Preysing ist Namensgeber des Konrad-von-Preysing-Hauses, eines Wohnverbundes für erwachsene Menschen mit geistiger Behinderung in Trägerschaft des Caritasverbandes Frankfurt. Rund einen Monat vor seinem zehnten Todestag wurde er mit der Preysingstraße in Berlin-Lankwitz gewürdigt.

## Werke
Zu seinen Werken gehören vor allem Übersetzungen und bischöfliche Verlautbarungen.
- Der Leserkreis der Philosophumena Hippolyts. In: Zeitschrift für katholische Theologie, 38, 1914, S. 421–445.
- Kardinal Bettinger. Nach persönlichen Erinnerungen. Regensburg 1918.
- Gesellschaftssitten und Sittengesetz. München 1927.
- Thomas Morus zum Gedächtnis. In: Hochland 32/I (1934/35), S. 1–11. (erster Beitrag eines Bischofs in dieser bedeutenden katholischen Kulturzeitschrift)
- Des Heiligen Hippolytus von Rom Widerlegung aller Häresien. München 1922.
- Hirtenbriefe und amtliche Verlautbarungen aus der Eichstätter Bischofszeit sind zu finden im Pastoralblatt des Bistums Eichstätt 1932–1935.
- Hirtenbriefe, Kanzelverkündigungen und Eingaben aus der Berliner Bischofszeit während der NS-Herrschaft in: Dokumente aus dem Kampf der katholischen Kirche im Bistum Berlin gegen den Nationalsozialismus. Hrsg. vom Bischöflichen Ordinariat Berlin, Berlin 1948.
- Hirtenbriefe der Nachkriegszeit in: Hirtenwort in ernster Zeit. Kundgebungen des Bischofs von Berlin Konrad Kardinal Preysing in den Jahren 1945 bis 1947, Berlin 1947.